# Jan III (maronicki patriarcha Antiochii)
Jan III - duchowny katolicki kościoła maronickiego, w latach 1151–1154 31. patriarcha tego kościoła - "maronicki patriarcha Antiochii i całego Wschodu".